# Yo soy el criminal
 Yo soy el criminal  es una película en blanco y negro de Argentina dirigida por Alberto Du Bois sobre el guion de Horacio Priani y Arturo García Portela. Se estrenó el 29 de julio de 1954 y tuvo como protagonistas a Tito Alonso, Horacio Priani, Pola Alonso y Gloria Ferrandiz.

## Sinopsis
Un hombre al que se creía culpable de varios homicidios se convierte en criminal al salir del manicomio.

## Reparto
- Tito Alonso …Arsenio Valdez
- Horacio Priani …Ulises Guzmán
- Pola Alonso …Sandra
- Gloria Ferrandiz …Dueña de pensión
- Alberto Barcel …Inspector Saldívar
- José Guisone
- Manuel Alcón …Anciano en pensión
- Miguel Ángel Valera
- Otto Sirgo (padre) …Gatti
- Paco Quesada
- Julio Di Parlo
- Octavio Álvarez
- Alberto Carvallo
- Celia Elías
- María Guisoni
- Elena Forel
- Coco Fosatti
- Isabel Lainer …Doblaje de Pola Alonso en las canciones

## Comentarios
La Prensa dijo en su crónica:

”El suspenso y el ritmo dinámico que podían haber determinado ciertas situaciones del libro, han sido descuidados o faltado habilidad en la dirección para destacarlos.”

Por su parte Manrupe y Portela escriben:

”Un asunto que podría haber sido interesante, de cierta inquietud en lo técnico, pero pésimo en la actuación, exceptuando al protagonista y coguionista Priani.”